# Yves Chauvin
Yves Chauvin, född 10 oktober 1930 i Menen i Västflandern, död 28 januari 2015 i Tours i Indre-et-Loire, var en fransk kemist, verksam vid Institut Français du Pétrole i Rueil-Malmaison, Frankrike.
Tillsammans med Robert Grubbs och Richard Schrock mottog Chauvin Nobelpriset i kemi år 2005 med motiveringen "för utveckling av metates-metoden inom organisk syntes".